# 唐汝迪
唐汝迪（1528年—？），字吉甫，號惠菴，直隸寧國府宣城縣人，軍籍，明朝政治人物。

## 生平
嘉靖二十五年（1546年）丙午科應天鄉試第二十八名舉人。嘉靖三十五年（1556年）中式丙辰科三甲第一百六十九名進士。户部观政，授直隶真定府推官，三十九年升吏部主事，历升员外、郎中，攝補司勲郎。四十三年九月被户科左给事中欧阳一敬弹劾贪纵不职，以谤由胥吏不足據留用，不久请告。隆慶元年（1567年）正月考察，以不及降调。嚴世蕃招飲，困以酒，艴然覆觥于地，輒上馬去。嚴讽言官論，謫判禹州，尋知雷州。
萬曆二年（1574年）二月由雷州知府擢升河南治河副使，六年五月升右参政，七年六月调补江西，九年二月升廣西按察使。

## 家族
曾祖唐儼；祖父唐資；父唐繼宗，監生贈推官。母袁氏，贈孺人。兄汝棐、弟汝建、汝选、汝造、汝遵。次子唐一灏，字之淳，萬曆己酉举人，工诗文，为乡邦所推服，名重一时。侄唐一相，字君平，万历庚戌进士。唐一澄，字金穎，万历乙丑進士。